# GEOS (16-разрядная операционная система)
GEOS (также известный как GeoWorks Ensemble, NewDeal Office и Breadbox Ensemble) — это компьютерная операционная среда, графический пользовательский интерфейс и набор прикладных программ. Первоначально выпущена под названием PC/GEOS, и работала на основе DOS на IBM PC совместимых компьютерах. Были выпущены версии и для некоторых портативных платформ.
PC/GEOS создан Berkeley Softworks, впоследствии ставшей GeoWorks. Версия 4.0 была разработана в 2001 году компанией Breadbox Computer Company, LLC и была переименована в Breadbox Ensemble. В 2015 году умер генеральный директор Breadbox Фрэнк Фишер и разработка операционной системы была остановлена, а в 2017 году была куплена компанией blueway.Softworks.
PC/GEOS не следует путать с 8-битным продуктом GEOS от той же компании, который работает на Commodore 64 и Apple II.

## PC/GEOS

### Версии
- 1990: OS/90 (Beta Version)
- 1990: geoDOS (Beta Version)
- 1990: GeoWorks 1.0
- 1991: GeoWorks 1.2
- 1992: GeoWorks 1.2 Pro (с Borland Quattro Pro для DOS c PC/GEOS "Look and Feel")
- 1992: GeoWorks DTP
- 1992: GeoWorks CD Manager
- 1993: GeoWorks Ensemble 2.0 (new core PC/GEOS 2.0)
- 1993: Geopublish 2.0
- 1994: Geoworks Ensemble 2.01
- 1996: NewDeal Office 2.2
- 1996: NewDeal Office 2.5
- 1996: NewDeal Publish 2.5 (Shareware Version)
- 1997: NewDeal Office 97
- 1998: NewDeal Office 98
- 1999: NewDeal Office Release 3
- 1999: NewDeal Office Release 3 Evaluation
- 1999: NewDeal Office 3.2
- 2000: NewDeal Office 3.2d (German patch)
- 2000: NewDeal Office 2000 (new core PC/GEOS 3.0)
- 2000: NewDeal Office 2000 for GlobalPC[нем.] (для ПК Surf´n´Office от Теда Тернера IV[англ.] (MyTurn, Inc.) при поддержке CNN)
- 2001: BreadBox Ensemble Beta Version 4.0.1.1
- 2001: BreadBox Ensemble Beta Versions 4.0.1.x
- 2002: Breadbox Ensemble Full Version 4.0.2.0
- 2005 - Март: Breadbox Ensemble Version 4.1.0.0
- 2005 - Ноябрь: Breadbox Ensemble Version 4.1.2.0
- 2009 - Август: Breadbox Ensemble Version 4.1.3.0

## PEN/GEOS
PEN/GEOS 1.0 стало новым названием для PC/GEOS 2.0, когда GeoWorks выпустила его 9 апреля 1992 года.

#### Nokia Communicator 9000(i) и 9110(i)
В 1996 году был представлен смартфон Nokia 9000 Communicator, который использовал PEN/GEOS 3.0 и завоевал рынок смартфонов. За Nokia последовали коммуникаторы моделей 9000i, 9110 и 9110i.

## GEOS-SC
GEOS-SC была 32-битной OS & GUI для смартфонов на архитектуре RISC японского рынка телефонов.

## Внешние ссылки
- Usenet
  - Группа новостей comp.os.geos.misc в Usenet
  - Группа новостей comp.os.geos.programmer в Usenet
- Breadbox Computer Company — Former developer/publisher of GEOS
- GEOS FAQ
- GEOS infobase